# Hjørnegletsjer
De Hjørnegletsjer is een gletsjer in Nationaal park Noordoost-Groenland in het noordoosten van Groenland. 

## Geografie
De gletsjer is noordoost-zuidwest georiënteerd en heeft een lengte van meer dan tien kilometer. Ze ligt in het zuiden van de Prinses Elisabeth Alpen en mondt in het zuidwesten uit in het Ingolffjord.
Op meer dan tien kilometer naar het oosten van de gletsjer mondt de Smalle Spærregletsjer uit.